# Illgraben

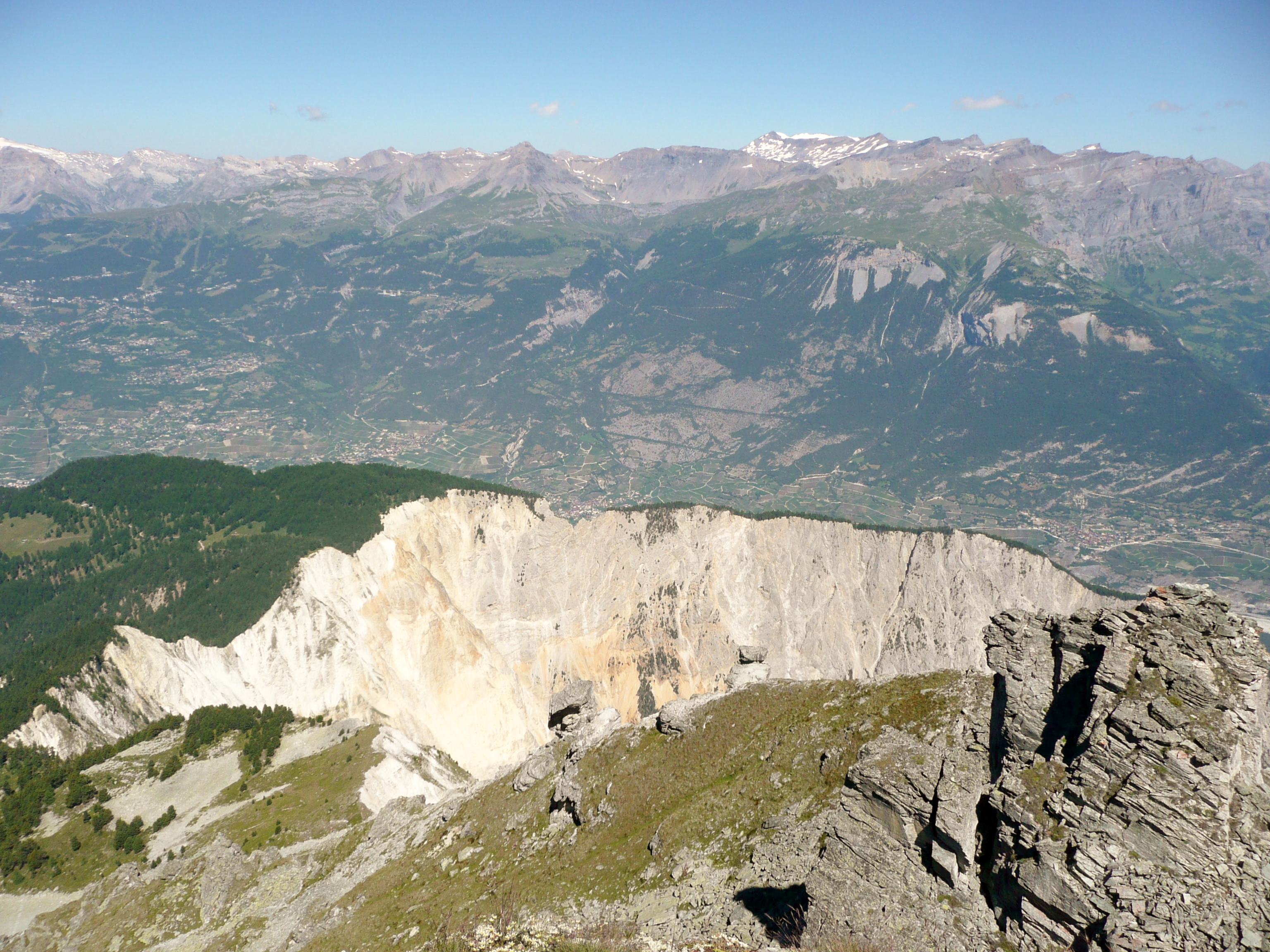
Der Illgraben vom Illhorn aus gesehen.

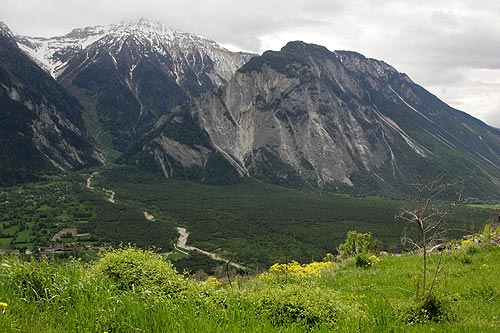
Der Pfynwald (dunkelgrüne Ebene) mit dem Illgraben (heller Einschnitt)

Der Illgraben ist ein tief in den weichen triassischen Dolomit der Walliser Alpen eingeschnittenes Wildbachtal des Illbachs nahe der Gemeinde Leuk. Er beginnt unweit des Gipfels des Illhorns und mündet in das Tal der Rhone, welches er hier stark geprägt hat.

## Erosionsvorgänge
Der gewöhnlich kleine unscheinbare Illbach schwillt bei intensivem Niederschlag durch Schauer, Gewitter oder durch die Kombination aus Schmelzwasser und Regen schnell an und führt auf Grund der fortwährend intensiven Verwitterung des Felsmaterials viel Geschiebe mit. Diese Murgänge ereignen sich mehrmals pro Jahr und führen das Material bis in die Rhone. Dies führt bei Niederschlägen zur Eintrübung der Rhone bis zu deren Mündung in den Genfersee.
Der Bach hat sich so 1.500 Meter in den Fels geschnitten und mit dem Material einen mächtigen Schuttkegel in das Tal der Rhone aufgeschüttet. Diese wurde dadurch auf einer Länge von 5 Kilometern an den gegenüberliegenden Gebirgsfuss gedrückt. Der Schuttkegel ist bis zu 200 Meter hoch über der Talsohle aufgeschüttet. Der östliche Teil des Schuttkegels wird mit Wiesen und Äckern landwirtschaftlich bewirtschaftet, während der westliche Teil den oberen Teil des Pfynwaldes trägt. Der untere Teil hingegen ist weiterhin von den regelmässigen Murengängen geprägt, deren Material hier zum Teil von der Rhone bis nach Siders geschwemmt wird.
Aufgrund der starken Erosion gibt es im Illgraben keinerlei dauerhafte Vegetation.

## Schutzmassnahmen

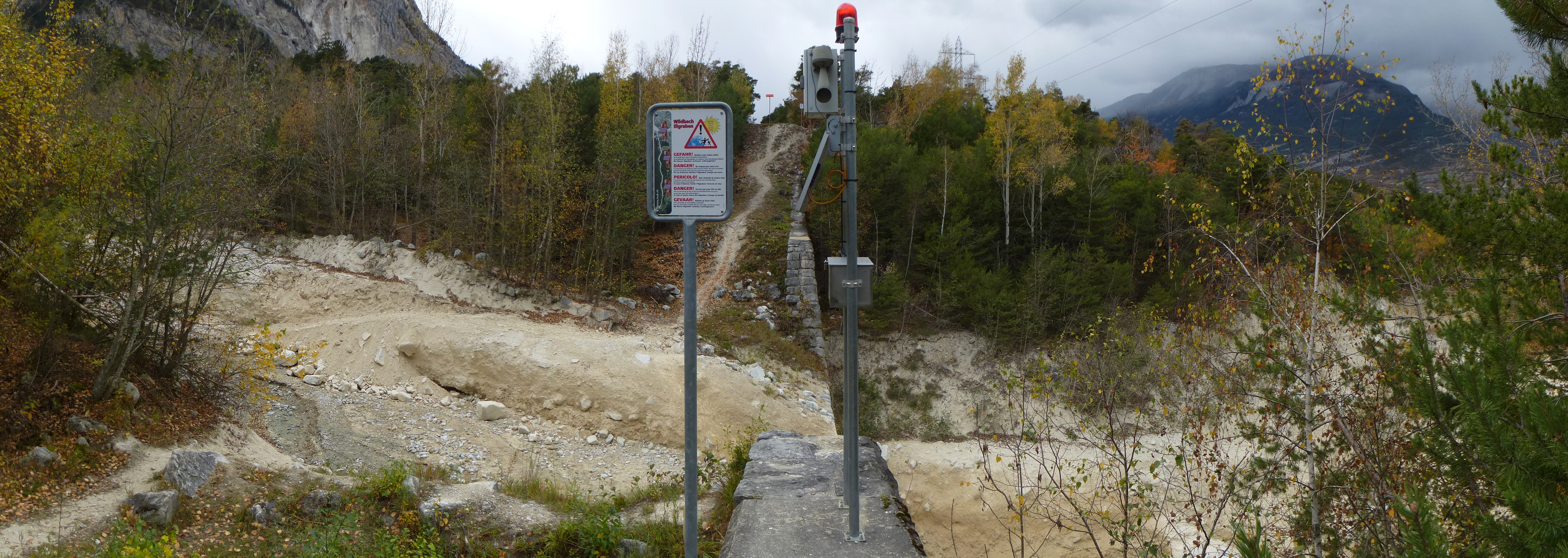
Das optische und akustische Warnsystem am Illgraben warnt vor Murgängen

### Wildbachverbauung
Nach verheerenden Murenereignissen im Jahr 1961 wurde ein umfangreiches Schutzkonzept für die Ortschaft Susten entwickelt und umgesetzt. Dieses besteht aus einer Talsperre als Hauptsperre, die die grössten Geröllmassen aufhalten soll, und 29 weiteren kleineren Sperren.

### Murengang-Warnsystem
Mit Niederschlagswippen, Geophonen, Echolot, Radar- und Laser-Messgeräten sowie Videokameras  wird der Illgraben von der Eidgenössischen Forschungsanstalt für Wald, Schnee und Landschaft (WSL) kontinuierlich überwacht. Hierdurch ist es seit 2007 möglich, Hochwasser und Murengänge bis zu 15 Minuten im Voraus zu erkennen. An den drei häufig frequentierten Gerinneübergängen (Fusswegen) wurden akustische und optische Warnanlagen installiert.

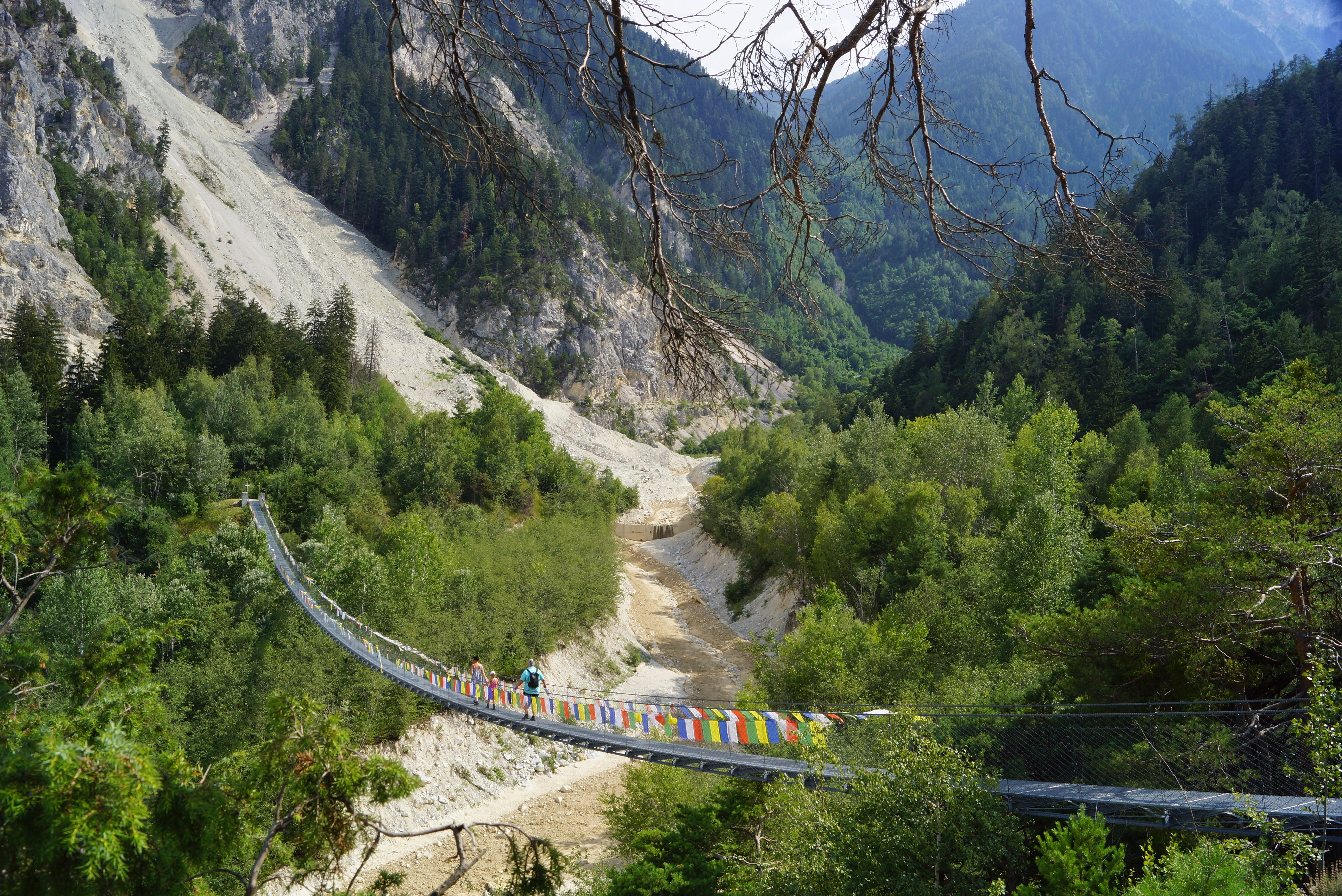
Bhutanbrücke, die den Illgraben überspannt

## Bhutanbrücke
Eine 134 Meter lange Seilbrücke – genauer: Bhutanesischer Hängelaufsteg – überspannt den Illgraben im Bereich des Eintritts in das Tal der Rhone im Pfynwald (Lage). Sie verbindet das deutschsprachige Oberwallis mit dem französischsprachigen Unterwallis. Ausserdem soll die mit Gebetsfähnlein versehene Brücke die Verbundenheit mit dem Königreich Bhutan, welches den Bau unterstützt hat, symbolisieren.